# Resident Evil: Operation Raccoon City
Resident Evil: Operation Raccoon City (originalmente Biohazard: Operation Raccoon City) es un videojuego de acción de disparos en tercera persona desarrollado conjuntamente por Slant Six Games y Capcom basado en el videojuego de terror Resident Evil. Su lanzamiento se produjo el 20 de marzo de 2012 para PlayStation 3 y Xbox 360, y el 18 de mayo del mismo año para Microsoft Windows.
Es una entrega de la serie Resident Evil, ambientada aproximadamente en la misma época que Resident Evil 2 y 3, y presenta a los personajes de estos dos juegos, aunque es un escenario hipotético no canónico. El juego sigue a un grupo de paramilitares de élite, contratistas militares privados de la Corporación Umbrella, durante el brote zombi en Raccoon City. El juego tuvo una recepción mixta de la crítica, pero fue un éxito comercial, con más de 2,1 millones de unidades vendidas.

## Sinopsis
El juego está ambientado en los hechos de Resident Evil Outbreak (2004), Resident Evil 2(1998) y parte de Resident Evil 3 (1998). Controlamos a miembros del Equipo Delta de la USS (Umbrella Security Service), unidad especial de la Corporación Umbrella compuesto de varios integrantes con habilidades especiales y diversas. En el prólogo, deben infiltrarse en un laboratorio secreto de Umbrella junto a Hunk para recuperar una muestra del Virus G de manos de William Birkin, quien se niega a compartir su hallazgo con la Corporación. Por otro lado, se encuentran los Spec Ops, unidad militar especial del gobierno de Estados Unidos que tienen la misma misión, por lo que deberán enfrentarse con estos.
Más adelante, durante el brote del Virus T  en Raccoon City, nuevamente se envía al Equipo Delta USS, ahora con la misión de borrar todo rastro o pista que involucre a la Corporación Umbrella en la catástrofe, incluyendo posibles sobrevivientes, lo que los llevará a encontrarse con viejos conocidos de la franquicia, como Leon S. Kennedy y Claire Redfield, entre otros. En esta misión nuevamente deberán hacer frente a los Spec Ops, que buscan exponer los actos de la Corporación y dar a conocer su responsabilidad en el desarrollo de armas biorgánicas (BOW en inglés) y en el brote de Raccoon.

## Jugabilidad
Este título mantiene el sistema introducido en Resident Evil 4 y Resident Evil 5 con la vista en tercera persona sobre el hombro del jugador. La novedad en este juego es que introduce la posibilidad que los personajes puedan ponerse a cubierto y atacar desde esa posición, tal como se ha visto en otros juegos shooter, lo que se volvió necesario al enfrentarse con enemigos armados durante el juego. Asimismo, existe la opción de correr y lanzarse a cubierto a fin de evitar el fuego y los ataques enemigos. Otra novedad en la jugabilidad son los movimientos que permiten embestir a los oponentes, muy útil para abrirse paso sobre grupos de enemigos. También se crea un sistema de ataque cuerpo a cuerpo más avanzado que otros títulos de la saga, permitiendo hacer algunos combos con el cuchillo y finalizarlo con un movimiento de ejecución especial. Sin embargo, la novedad más destacable es la posibilidad de usar a los zombis como escudos que pueden proteger al jugador del fuego enemigo, pero solo de una cantidad limitada de disparos. En esta forma se puede también atacar a los enemigos, pero solo con pistolas.
El juego, similar a Resident Evil Outbreak, permite llevar solo una cantidad muy limitada de items y pueden ser equipados in-game, no siendo necesario pausar la partida para usar o equipar. Asimismo, una novedad, similar a Outbreak, es la posibilidad que el jugador (o personaje guiado por CPU), se pueda infectar con el Virus T. Si eso sucede, la energía irá bajando gradualmente hasta que el personaje muere e inmediatamente se convierte en un zombi (Crimson Head) que atacará automáticamente a los demás jugadores. Se puede curar la infección con sprays antivirales. En cualquier caso, una vez muerto, el jugador reaparece después de un breve tiempo de recuperación. 
En cuanto a las armas, solo podemos llevar una principal y otra secundaria. La secundaria solo puede ser una pistola.
Algunos de estos elementos serían importados luego por Resident Evil 6.

## Sistema de Juego
El juego está diseñado en esencia para ser jugado en cooperativo o partidas de enfrentamiento multijugador. Solo es posible jugar en solitario al modo historia, con compañeros guiados por CPU. En este último modo, debemos jugar los capítulos en que está dividida la historia eligiendo a uno de los miembros de la USS. En la partida se permiten solo 4 personajes (guiados por CPU o controlados por otros jugadores en línea), aunque los miembros del equipo USS son más, lo que ofrece diferentes opciones en la conformación del equipo antes de la partida. Cada personaje tiene habilidades distintas, por lo tanto, se trata de conformar un equipo con capacidad de complementarse para avanzar en la historia. Asimismo, entre cada capítulo se va adquiriendo puntos de experiencia y dinero para poder comprar y desbloquear armamento y habilidades para los personajes o mejorar las existentes. El modo historia no se limita a un solo personaje para todo el juego, por lo que es posible jugar con un personaje distinto en cada capítulo.

## Multijugador En línea
Modo versus
Esta entrega también cuenta con un modo de peleas por equipo en el cual puede conseguir experiencia para comprar armas y habilidades a los personajes, y cuenta con los siguientes Modos.
- Ataque en equipo: Consiste en eliminar a los miembros del equipo contrario tantas veces como sea posible para conseguir una mayor cantidad de puntos que tus enemigos.

- Peligro biológico: En este modo se deben recoger muestras del Virus G y llevarlos a la base de su equipo correspondiente para asegurarlas.

- Héroes: En este modo se pelean usando a personajes famosos de la serie como:

Héroes: Leon S. Kennedy, Claire Redfield, Jill Valentine o Carlos Olivera.
Villanos: Nicholai Gienovaef, Hunk, Ada Wong y Lobo solitario.
- Supervivencia: En este modo se debe resistir hasta que el helicóptero de rescate llegue, entonces debes luchar para ganar un lugar en este y escapar de la ciudad, ya que en el helicóptero solo pueden viajar 4 de los 8 jugadores que están en la partida.